# Prusly-sur-Ource
Prusly-sur-Ource é uma comuna francesa na região administrativa da Borgonha-Franco-Condado, no departamento de Côte-d'Or. Estende-se por uma área de 15,62 km². Em 2010 a comuna tinha 158 habitantes (densidade: 10,1 hab./km²).